# Cimetière de Bornstedt
Le cimetière de Bornstedt se situe juste en face du domaine royal de Bornstedt, à proximité immédiate du château de l'Orangerie de Potsdam.

## Histoire
Le cimetière du village de Bornstedt, qui intègre Potsdam en 1935, est choisi comme dernier lieu de repos par la bourgeoisie et la noblesse depuis le XVIIIe siècle. Le cimetière est créé en 1599. Il se développe progressivement. Jusqu'à l'établissement d'une paroisse en 1860, les pasteurs de Potsdam, en 1721 de Saint-Nicolas et en 1848 de la Friedenskirche s'occupent du village et du cimetière. L'électeur Frédéric-Guillaume de Brandebourg achète le domaine de Bornstedt en 1664. Le cimetière est transformé en 1867. La situation actuelle remonte à la réoccupation de 1897 et à une transformation dans les années 1911 et 1912. La partie classée du secteur 1 du cimetière n'est plus occupée. Il est divisé en cinq parties et le cimetière Sello. Le secteur II du cimetière abrite également une salle funéraire. Elle est construite par Reinhold Persius (de) vers 1900. Grâce à un fonds de l'Organisation mondiale de la culture de l'Unesco, la salle est rénovée en 2010 conformément au monument.
Le manque d'opportunités à Potsdam pour l'établissement de cimetières représentatifs pousse la noblesse et la bourgeoisie dans les villages environnants, mais plus particulièrement à Bornstedt, une chapelle funéraire est mise en place. Ces voûtes et chapelles funéraires, ainsi que les caveaux dans l'église même, sont perdus lors de la démolition de l'église du village et des nouveaux bâtiments sont construits en 1805 et 1856. Contre une annexe à l'église en 1881-1882, la partie orientale du cimetière est encore réduite.
Des quartiers importants du nord de Potsdam, ainsi que des châteaux et des jardins du palais de Sanssouci, sont construits dans le district de Bornstedt. Le cimetière de Bornstedt se développe depuis la seconde moitié du XVIIIe siècle pour devenir le lieu de sépulture préféré des jardiniers, des fonctionnaires et des dignitaires de la cour à l'époque de la monarchie. En 1905, le cimetière est divisé en cinq secteurs, qui sont encore clairement séparés aujourd'hui. Le cimetière de la famille de jardiniers Sello (de) constitue une zone spéciale. Il est acheté en 1844 par Hermann Sello et est destiné à l'inhumation de membres de la famille et d'amis.

## Célébrités
Plus de 500 personnalités reposent dans les cinq secteurs du cimetière de Bornstedt.
Le cimetière de la famille de jardiniers Sello fait partie du cimetière de Bornstedt. Ce cimetière familial réunit, comme le décrit Theodor Fontane dans Wanderungen durch die Mark Brandenburg, les « jardiniers de la cour en bataillons » des familles de jardiniers Sello et Nietner (de). On trouve également dans cette partie privée du cimetière de Bornstedt les tombes du célèbre paysagiste Peter Joseph Lenné, ainsi que des architectes Ludwig Persius et Reinhold Persius (de), ainsi que de Ferdinand von Arnim.

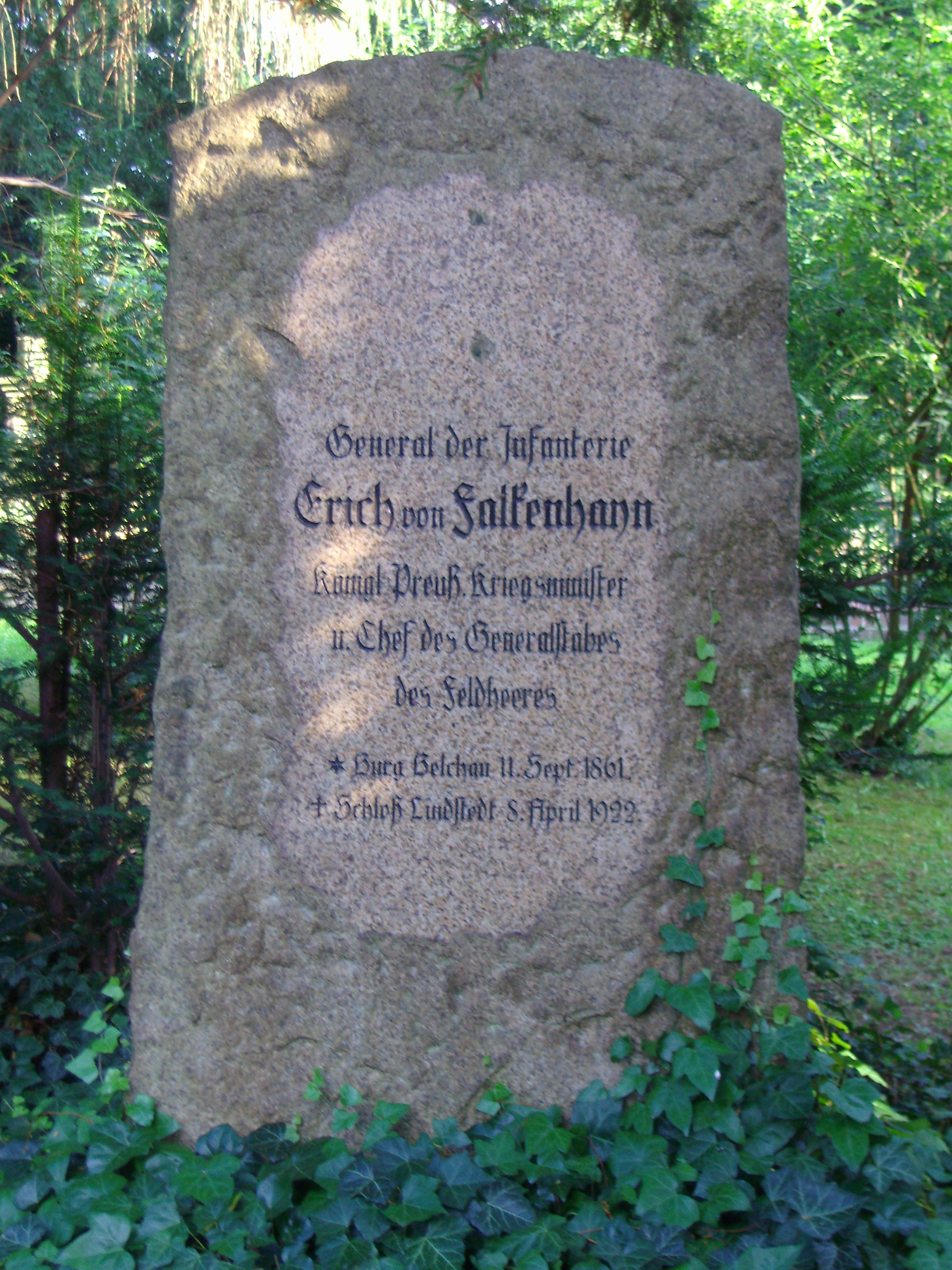
Pierre tombale du général Erich von Falkenhayn.
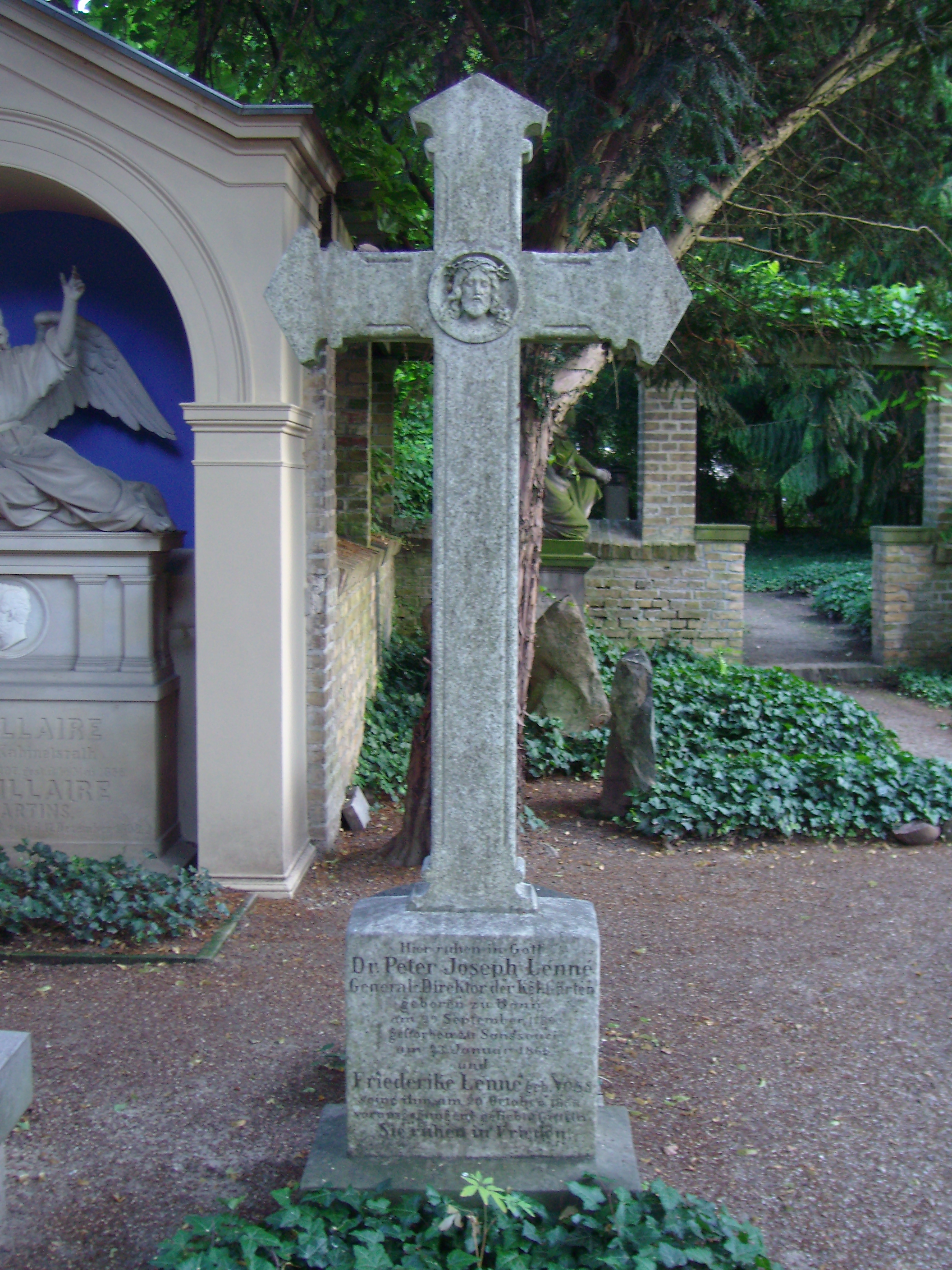
Sépulture de Peter Joseph Lenné.
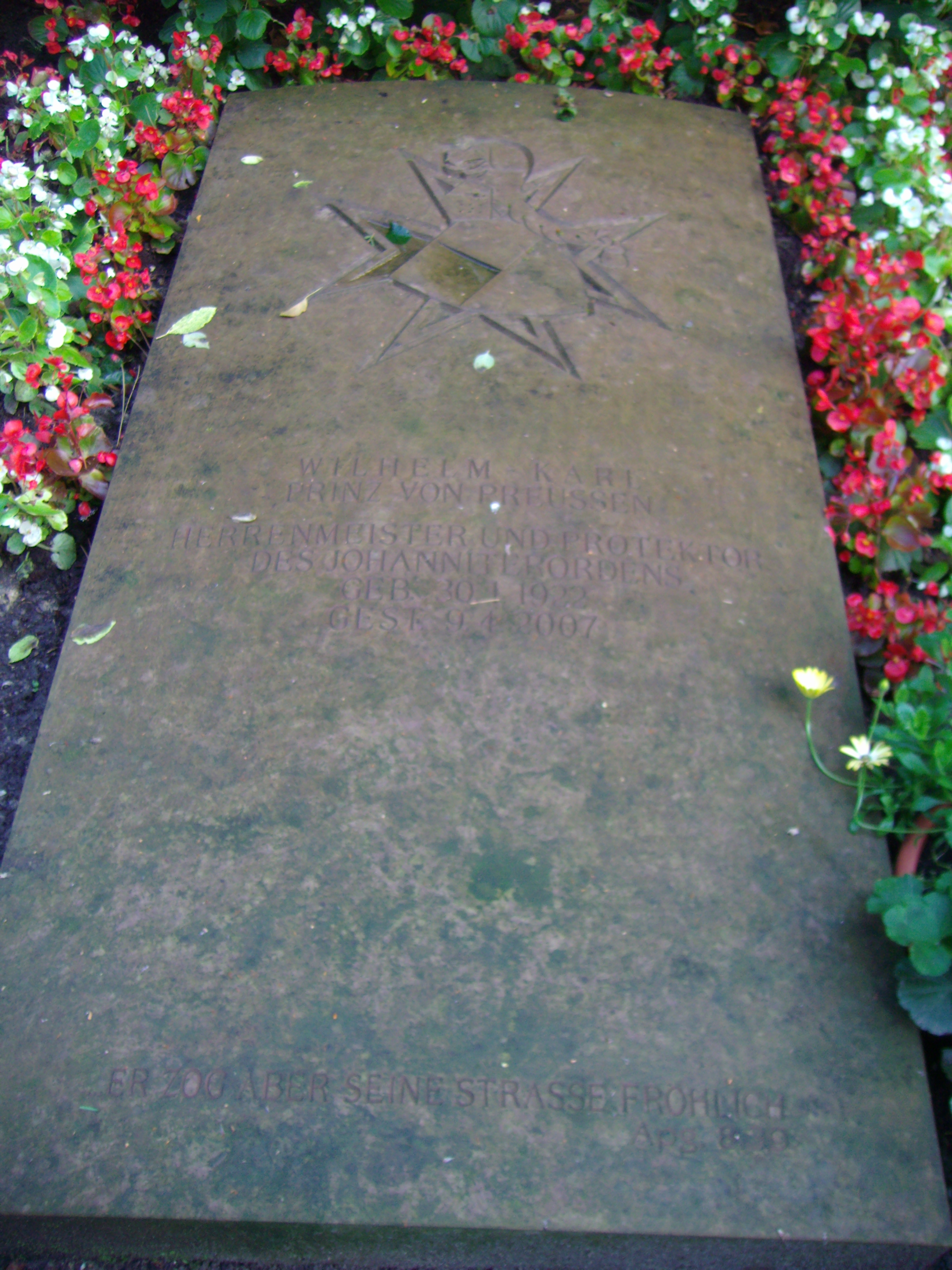
Tombe du prince Charles de Prusse (1922-2007)
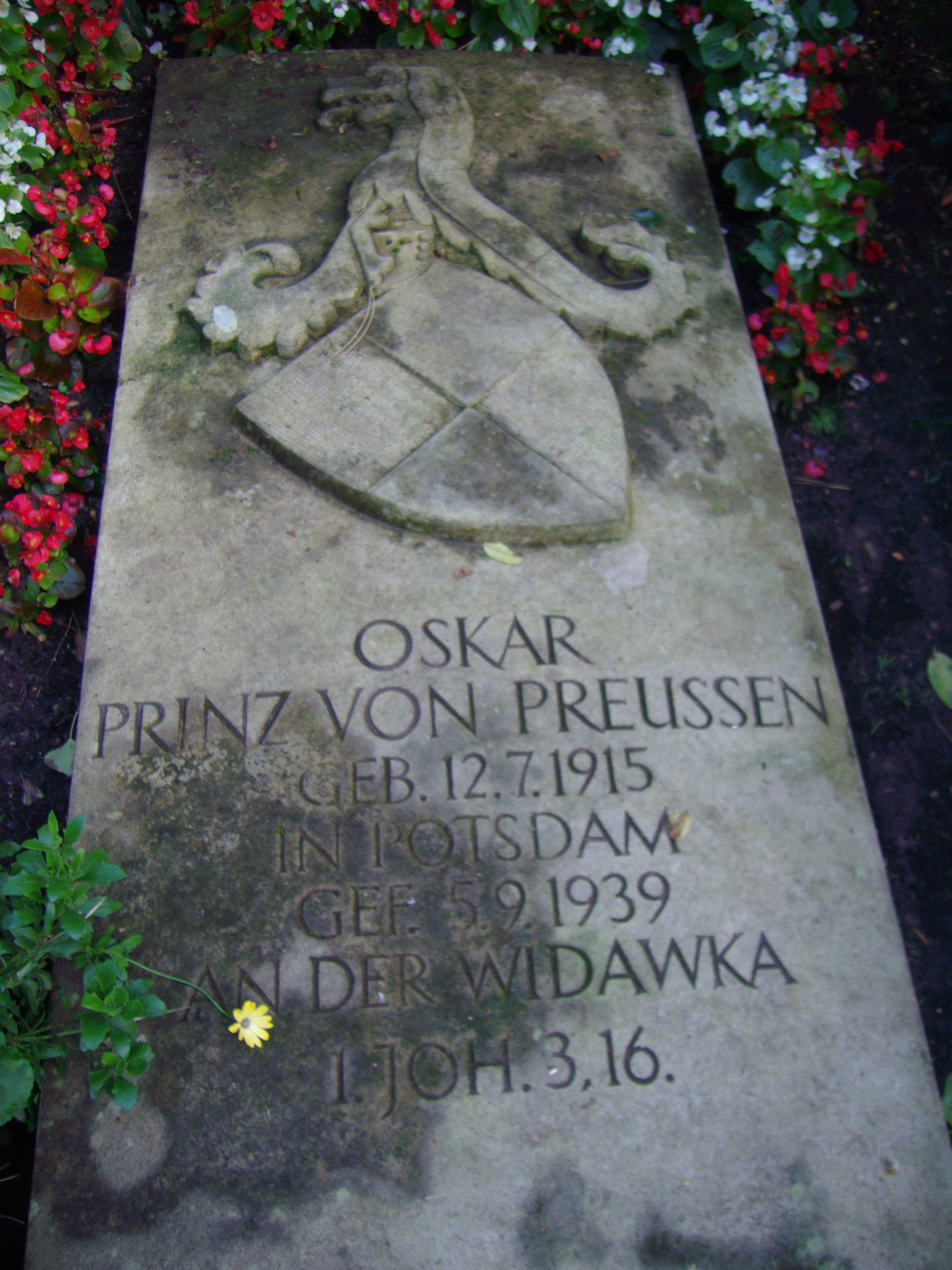
Sépulture du prince Oscar de Prusse (1915-1939).

## Église de Bornstedt

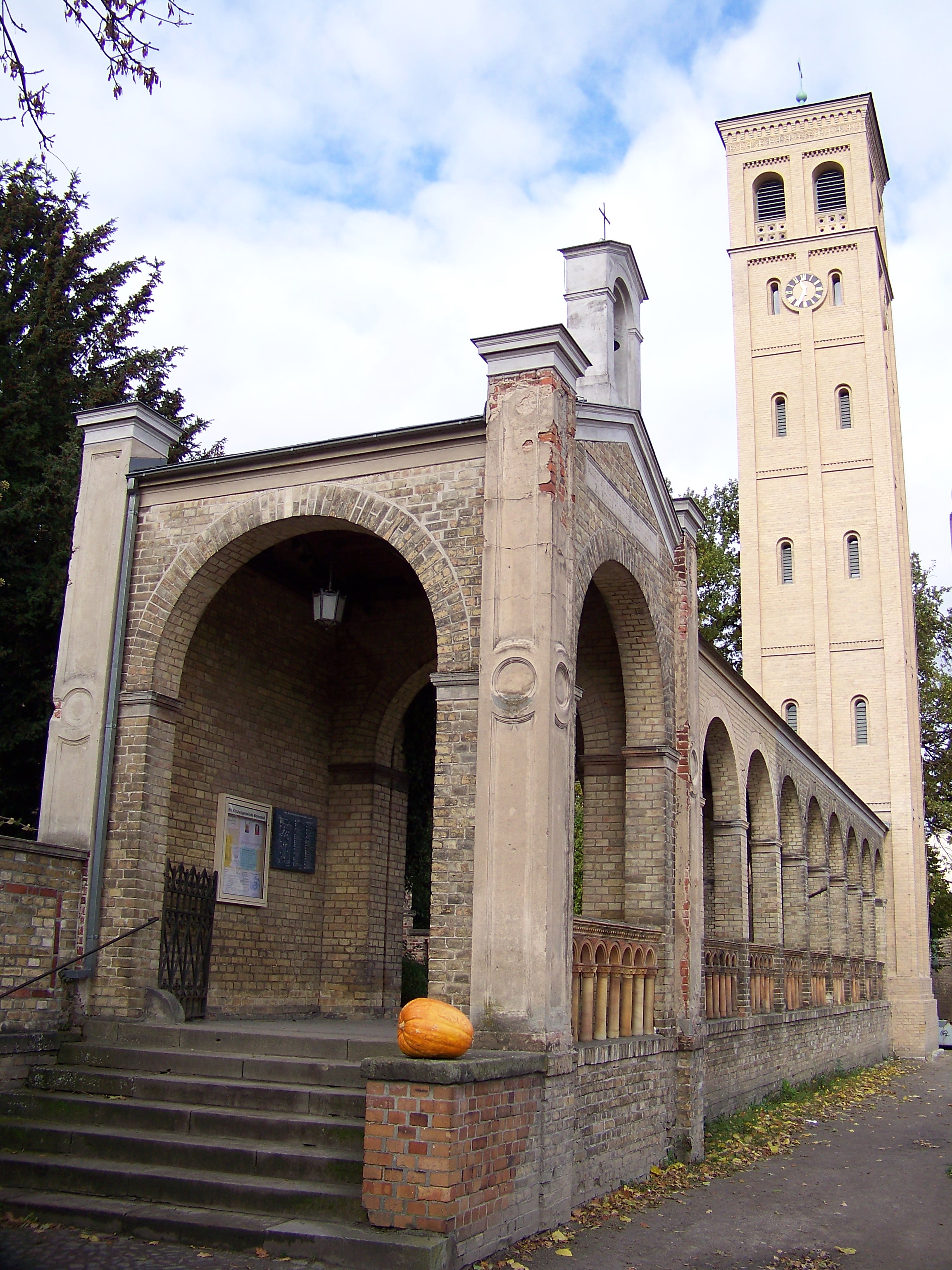
Église de Bornstedt.

L'église se situe directement sur la Ribbeckstraße et possède un campanile indépendant de 34 mètres de haut. La colonnade en amont est construite en 1842-1843 dans le style architectural italien selon les dessins de Ludwig Persius. Avant 1795, existe une première église. En 1805, la deuxième église de Bornstedt est construite. Friedrich August Stüler est chargé de la conception ultérieure et de l'exécution 1854-1855. En 1881-1882, l'église de Bornstedt reçoit par la reconstruction de Reinhold Persius sa version encore préservée. Dans l'église, on trouve des objets exceptionnels, tels que la plaque funéraire de Jacob Paul von Gundling.
Sur l'Eichenallee, la limite nord du cimetière, se trouve un carré pour les soldats tombés au combat de la Première Guerre mondiale. Hans Kölle (de) le conçoit en 1935-1936 pour le compte de Hans Friedrichs (de), maire national-socialiste de Potsdam. Dans le complexe commémoratif à droite de l'entrée se trouve une sculpture en bronze créée en 1937 par Walter E. Lemcke (de).